# Märzrevolution (Dänemark)

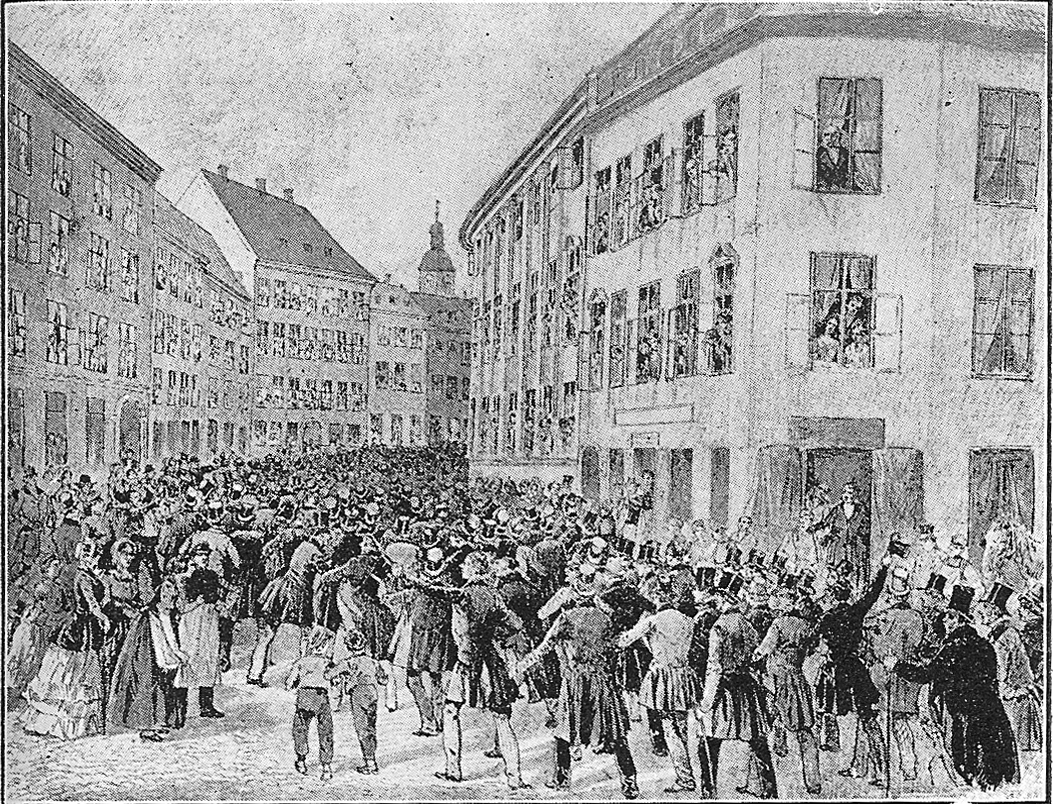
Demonstrationszug nach Christiansborg am 21. März 1848. (Nikolai Frederik Severin Grundtvig)

Die Märzrevolution in Dänemark 1848 (dänisch: Martsrevolutionen) war Teil der Serie von europäischen Revolutionen in den Jahren 1848 und 1849. Sie führte zur Umwandlung der absoluten Monarchie in eine konstitutionelle, der Bildung einer dualistisch nationalliberal-konservativen Regierung und der Verabschiedung der dänischen Verfassung, die (mit Modifikationen) heute noch in Kraft ist. Die Revolution fand zeitgleich mit der Schleswig-Holsteinischen Erhebung statt. Die Frage, ob die Revolution in Kopenhagen Folge oder Ursache der Schleswig-Holsteinischen Erhebung war, wird in der deutschen und dänischen Geschichtsschreibung unterschiedlich bewertet.

## Hintergrund
Zum dänischen Gesamtstaat gehörten nach 1814 neben Dänemark mit etwa 1,2 Millionen Einwohnern und überseeischen Besitzungen wie Westindien oder den Nikobaren auch die Herzogtümer Schleswig, Holstein und Lauenburg mit etwa 800.000 Einwohnern. Holstein und Lauenburg waren rein deutschsprachige Gebiete und gehörten dem Deutschen Bund an. Der König von Dänemark war daher in seiner Eigenschaft als Herzog von Holstein und Lauenburg zugleich deutscher Bundesfürst. Schleswig war dagegen in sprachlicher Hinsicht sowohl dänisch, deutsch und friesisch geprägt. Im Norden Schleswigs sprach die Mehrheit Dänisch, im Süden Deutsch, in Teilen Nordfrieslands noch Nordfriesisch. Die mittleren Gebiete (wie Angeln und die Geest) waren gemischsprachig, dort fand im 19. Jahrhundert ein Sprachwechsel zugunsten des Deutschen stattfand. Staatsrechtlich war Schleswig ein dänisches Lehen mit dem dänischen König sowohl als Vasall (Herzog) als auch als Lehnsherr (König). Mit den Reformen von 1831 waren in Dänemark erste Liberalisierungen eingeführt worden. So hatte die Verwaltungsreform dazu geführt, dass die Trennung von Justiz und Verwaltung durchgeführt worden war. 
Die Ständeversammlungen in Schleswig und Holstein hatten sich 1846 aus Protest gegen den Offenen Brief König Christians VIII. selbst aufgelöst. Hintergrund war ein Konflikt um die Erbfolge im Königreich. König Christian, dessen einziger Sohn kinderlos war, wollte die im Königreich Dänemark mögliche weibliche Erbfolge auch für die Herzogtümer einführen. In den deutschsprachigen Gebieten der Herzogtümern (und in der Presse in ganz Deutschland) stieß dies auf Widerspruch. Hier unterstützte man überwiegend die Erbansprüche des Herzogs von Schleswig-Holstein-Glückstadt-Augustenburg, der bei der bisherigen Erbregelung infolge des Salischen Rechts Herzog in Holstein geworden wäre. Hierdurch wäre jedoch aufgrund unterschiedlicher Erbfolgeregelungen die Bindung der Herzogtümer an Dänemark erloschen.

## Die Planungen einer Gesamtstaatsverfassung

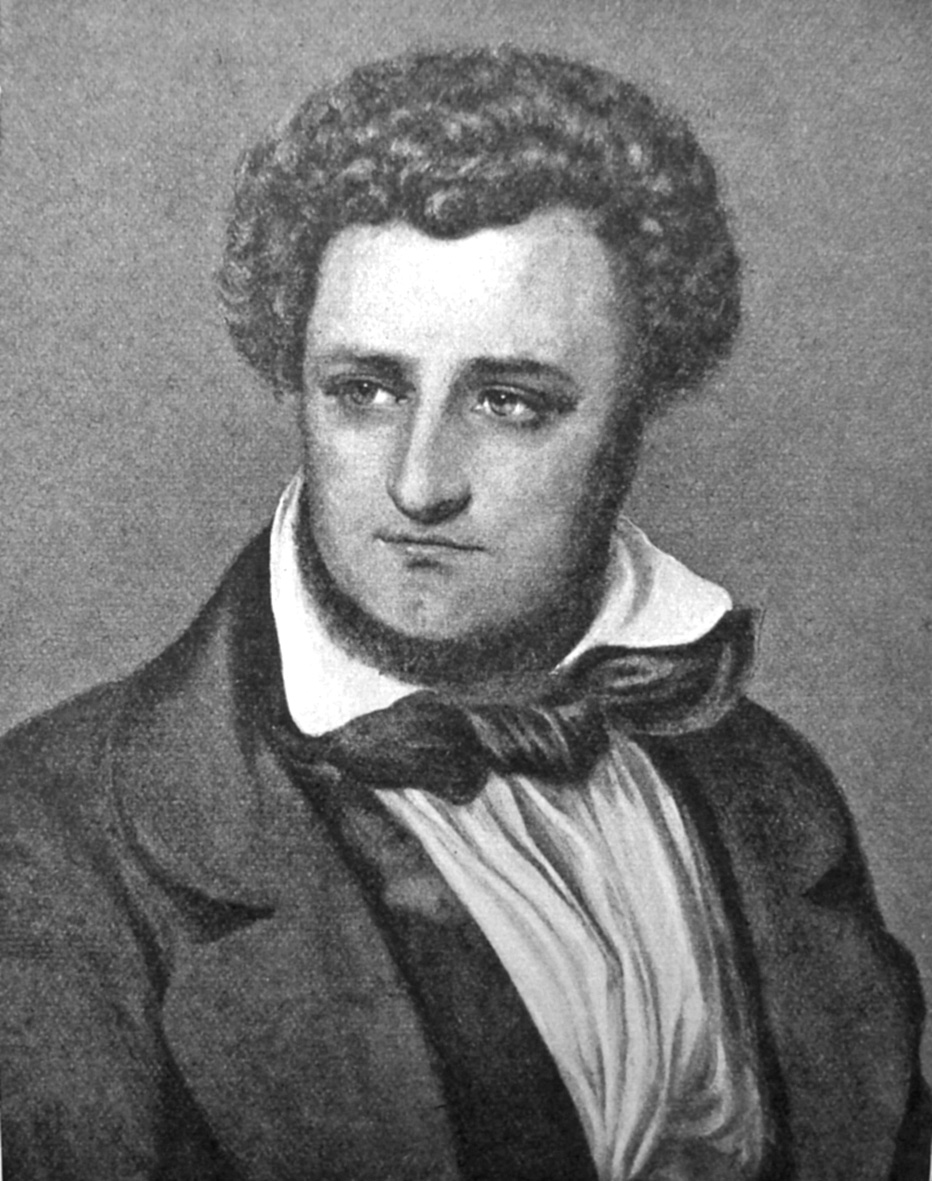
Orla Lehmann

Bereits unter Christian VIII. begannen 1847 erste Überlegungen, eine Verfassung einzurichten. Im Dezember 1847 beauftragte er Peter Georg Bang, einen Verfassungsentwurf auszuarbeiten. Der Entwurf sollte auf einer Sitzung des Staatsrates am 10. Januar 1848 beraten werden. Diese fiel jedoch wegen der Krankheit des Königs aus.
Nach dem Tod Christians VIII. am 20. Januar 1848 bestürmten die Eiderdänen den neuen König Friedrich VII. mit dem Vorschlag einer neuen – eiderdänischen – Verfassung. Doch die Regierung hatte andere Pläne und erließ am 28. Januar den Forfatningsreskript („Verfassungserlass“), mit dem 52 Repräsentanten aus dem gesamten Reich einberufen wurden, die überlegen sollten, wie der Übergang zu einer freien Verfassung vonstattengehen sollte. Diese Männer sollten teilweise aus der Mitte der Ständeversammlung gewählt, teils vom König, den Universitäten, dem Klerus und der Ritterschaft berufen werden, und zwar so, dass die Herzogtümer Schleswig, Holstein und Lauenburg gleich viele Sitze hatten wie das eigentliche Königreich Dänemark. Diese Verteilung wurde seitens der Dänen kritisiert, da der Anteil der Dänen im eigentlichen Königreich an der Gesamtbevölkerung weit mehr als die Hälfte betrug.
Gleichzeitig hatte mit der Februarrevolution in Paris das Revolutionsjahr 1848 begonnen. In Kopenhagen war die Bevölkerung ruhig. Die Forderungen nach liberalen Reformen, die in anderen Ländern vom Volk vorgetragen wurden, wurden in Dänemark von der Regierung selbst vorbereitet. Die Nationalliberalen (genauer: Das Comiten til Danmarks og Slesvigs constitutionelle Forening) luden am 11. März zu einer Volksversammlung in das Casino an der Amaliegade (den größten öffentlichen Saal Kopenhagens, der 3.000 Menschen fasste), es gelang aber nicht, revolutionäre Stimmung zu erzeugen.

## Die Revolution des 20. März und die Bildung der Märzregierung

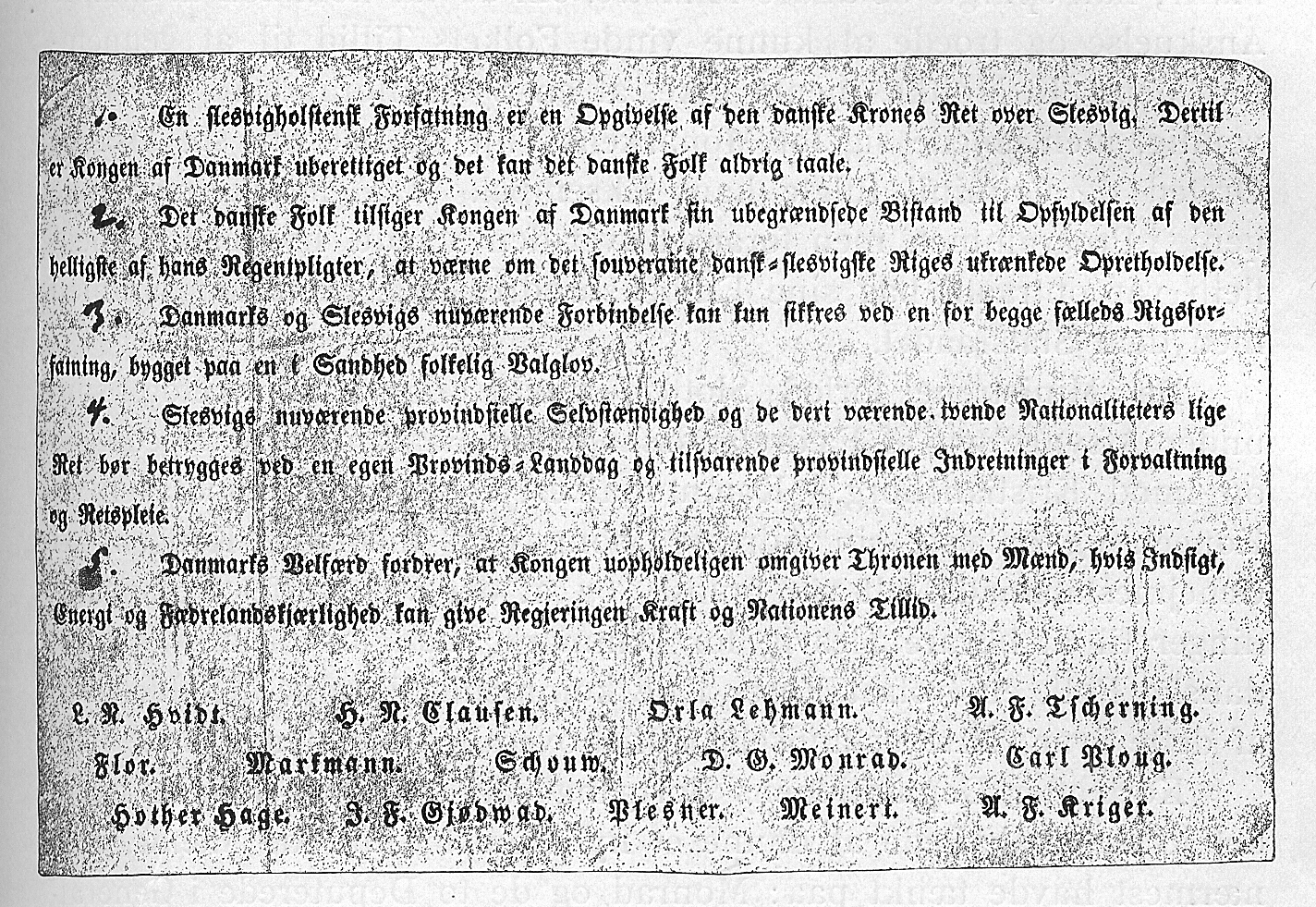
Erklärung der Casinoversammlung. Exemplar von Carl Ploug

Am 18. März fand in Rendsburg eine gemeinsame Versammlung der schleswigschen und holsteinischen Stände und eine Volksversammlung statt. Dort wurden die Verfassungspläne diskutiert. Vor allem die zentrale Forderung der Eiderdänen nach einer Eingliederung Schleswigs nach Dänemark löste Ängste aus. Die Versammlung beschloss, eine Delegation von fünf Männern nach Kopenhagen zu schicken, die König Friedrich die Zusage abringen sollte, von diesem Schritt abzusehen.
Mit dem Dampfschiff „Copenhagen“ erreichte die Nachricht von der Rendsburger Versammlung am Morgen des 20. März die Hauptstadt. In der Stadt verbreitete sich – tatkräftig durch die Nationalliberalen unterstützt – das Gerücht, Schleswig-Holstein sei im Aufstand und habe sich von Dänemark losgesagt. Vor dem Hintergrund eines Schleswig-Holsteinischen Aufstandes traten die politischen Meinungsunterschiede zwischen den Konservativen und den Nationalliberalen zurück. Im neu eröffneten Casino trafen sich die politisch interessierten Bürger. Der (angebliche) Aufruhr wurde einhellig verurteilt und ein energisches Auftreten gegenüber den Deutschen gefordert. Die (angeblich) fehlende Loyalität der Schleswig-Holsteiner und ihr (angeblicher) Eidbruch gegenüber dem König war Wasser auf die Mühlen der Eiderdänen.
Orla Lehmann, der Führer der Eiderdänen, trug der Versammlung fünf Punkten vor, die von der Versammlung einmütig unterstützt wurden:
1. Der König könne keine Verfassung von Schleswig-Holstein zulassen, da dies eine unzulässige Aufgabe der königlichen Rechte in Schleswig bedeuten würde.
2. Das dänische Volk sichert dem König jede Unterstützung bei der Verteidigung der Souveränität Dänemarks (unter Einschluss Schleswigs) zu.
3. Um die Verbindung Schleswigs und Dänemarks institutionell zu sichern, bedürfe es einer dänischen Gesamtstaatsverfassung.
4. Die Selbstständigkeit Schleswigs und Dänemarks innerhalb des Gesamtstaates müsse über jeweilige Provinziallandtage und regionale Verwaltungen sichergestellt werden.
5. Die Regierung müsse aus Männern gebildet werden, die tatkräftig und patriotisch seien.

Staatsrat Carl Francke schilderte die Situation in Rendsburg aus deutscher Sicht und stellte dar, dass es eben keine Revolte gab, ohne dass ihm Glauben geschenkt wurde.
Im Schloss tagte derweil seit dem Mittag der Geheime Staatsrat in einer außerordentlichen Sitzung unter dem Vorsitz des Königs. Auch wenn dem Staatsrat bewusst war, dass in Rendsburg (noch) keine Revolte ausgebrochen war, beschloss man die Generalmobilmachung. Dies sollte jedoch diskret über Anschreiben an die Amtmänner und nicht durch öffentlichen Aushang geschehen. Aufgrund berechtigter Zweifel an der Loyalität dieser Truppen galt die Mobilmachung nicht für die holsteinischen Regimenter.
Eine Menschenmenge zog am Mittag des 21. März zum königlichen Schloss, um König Friedrich zu einer Ernennung einer neuen Regierung und dem Bekenntnis zu einer eiderdänischen Politik zu bewegen. Gleichzeitig wurde über Justizminister Carl Emil Bardenfleth, einen Jugendfreund des Königs, Kontakt zum König aufgenommen, um ihn zu überzeugen. Der König gab dem Druck nach und entließ am 21. März um 14:00 Uhr die Regierung Poul Christian Stemann. Das Märzministerium, das am 22. März seine Arbeit aufnahm, wurde von dem Konservativen Adam Wilhelm Moltke als Ministerpräsident geleitet. Im Ministerium waren Nationalliberale wie Konservative vertreten. Orla Lehmann gehörte der Regierung als Minister ohne Geschäftsbereich an.
Die Delegation der Herzogtümer kam erst mit dem Dampfschiff „Skirner“ am 22. März in Kopenhagen an. Sie wurde am 23. März vom König empfangen. Die Forderungen der Rendsburger Versammlung, insbesondere die nach einer gemeinsamen Verfassung Schleswig-Holsteins („Up ewig ungedeelt“), wies der König zurück. Das Herzogtum Holstein könne eine eigene Verfassung erhalten, Schleswig und Dänemark sollten jedoch eine gemeinsame Verfassung haben. Die Delegation reiste am gleichen Abend mit der „Skirner“ zurück nach Kiel. Die Gerüchte über die Revolution in Kopenhagen waren jedoch schneller.
Am 23. März brach der Aufruhr, der vorher in Kopenhagen nur behauptet wurde, in Schleswig-Holstein tatsächlich aus. Die Gerüchte in Kiel besagten, der König sei in Kopenhagen in der Hand des Mobs und handlungsunfähig. Dies nahmen die Revolutionäre in Kiel als Argument, eine Provisorische Regierung zu bilden, die anstelle des handlungsunfähigen Monarchen handeln sollte. Die Teilung des Reiches war vollzogen, der Weg in den Bürgerkrieg frei.

## Die Wahlen und das Staatsgrundgesetz
Am 5. Oktober 1848 gab es allgemeine Wahlen zur verfassungsgebenden Reichsversammlung (Den grundlovgivende Rigsforsamling). Bedingt durch den Schleswig-Holsteinischen Krieg konnten in den Herzogtümern keine Abgeordneten gewählt werden.
Mit der Annahme des Staatsgrundgesetzes vom 5. Juni 1849 war das liberale Erneuerungswerk abgeschlossen.
Im Gegensatz zu den 1848er Revolutionen in Deutschland und anderen Ländern war die Revolution in Dänemark unblutig verlaufen. Durch die Einbindung der Nationalliberalen und Konservativen hatte sich schnell ein Konsens über die künftige Ausgestaltung des Staatswesens herausgebildet, der Bestand hatte. Eine Reaktionsära, in der die Neuerungen der Märzrevolution wieder zurückgenommen wurden, hat es in Dänemark nicht gegeben.
Dazu trug bei, dass weitergehende Forderungen der Linken oder von Republikanern in der Revolution keine Rolle gespielt hatten. Entsprechend wurde die politische Auseinandersetzung in den folgenden Jahrzehnten nicht (wie in Deutschland) zwischen liberalen und konservativen Kräften, sondern zwischen den Nationalliberalen und der Bauernpartei ausgetragen.

## Erinnerungskultur
Kern der Erinnerungskultur in Dänemark war die Interpretation der Märzrevolution als Initial für die Einführung einer demokratischen Verfassung und als Schulterschluss von König und Volk zur Abwehr der Sezession Schleswigs unter der deutsch-schleswig-holsteinischen Bewegung und der erfolgreichen Verteidigung der Souveränität über Dänemark und Schleswig. Entsprechend galt die Revolution in dänischer Sicht als notwendige Reaktion auf die schleswig-holsteinische Erhebung (im dänischen Sprachgebrauch: „Aufruhr“).
Auf deutscher Seite wurde die Revolution als Machtergreifung der eiderdänischen Partei begriffen. Durch die Revolution sollte die deutsche Bevölkerung Schleswigs in einen dänischen Staat gepresst werden und die traditionelle Bindung der Herzogtümer Schleswig und Holstein aufgehoben werden. Hiergegen richtete sich die schleswig-holsteinische Erhebung.